# Аноњ Сен Реми
Аноњ Сен Реми (фр. Hannogne-Saint-Rémy) насеље је и општина у североисточној Француској у региону Шампањ-Арден, у департману Ардени која припада префектури Ретел.
По подацима из 2011. године у општини је живело 114 становника, а густина насељености је износила 6,3 становника/km². Општина се простире на површини од 18,09 km². Налази се на средњој надморској висини од 133 метара.

## Демографија
| 1962. | 1968. | 1975. | 1982. | 1990. | 1999. | 2011. |
| ----- | ----- | ----- | ----- | ----- | ----- | ----- |
| 169   | 213   | 197   | 165   | 121   | 104   | 114   |

График промене броја становника у току последњих година